# Ларісса Шерер
Ларісса Шерер (ісп. Larissa Schaerer; нар. 15 квітня 1975) — колишня парагвайська тенісистка.
Найвищу одиночну позицію світового рейтингу — 136 місце досягла 23 лютого 1998, парну — 128 місце — 12 жовтня 1998 року.
Здобула 11 одиночних та 13 парних титулів туру ITF.
Завершила кар'єру 2002 року.

## Фінали ITF
| Легенда         |
| --------------- |
| турніри $75,000 |
| турніри $50,000 |
| турніри $25,000 |
| турніри $10,000 |

### Одиночний розряд: 16 (11–5)
| Результат | Ранг | Дата              | Турнір                      | Покриття | Суперниця                | Рахунок       |
| --------- | ---- | ----------------- | --------------------------- | -------- | ------------------------ | ------------- |
| Поразка   | 1.   | 8 липня 1991      | ITF Дублін, Ірландія        | Ґрунт    | Йокоборі Мікі            | 5–7, 4–6      |
| Поразка   | 2.   | 23 вересня 1991   | ITF Ліма, Перу              | Ґрунт    | Россана де лос Ріос      | 3–6, 1–6      |
| Перемога  | 3.   | 26 жовтня 1992    | ITF Асунсьйон, Парагвай     | Ґрунт    | Россана де лос Ріос      | 7–5, 6–1      |
| Поразка   | 4.   | 22 листопада 1993 | ITF Буенос-Айрес, Аргентина | Ґрунт    | Крістіна Тессі           | 6–2, 5–7, 4–6 |
| Перемога  | 5.   | 29 травня 1994    | ITF Барселона, Іспанія      | Ґрунт    | Майке Каутстал           | 6–7, 6–3, 6–3 |
| Перемога  | 6.   | 19 червня 1994    | ITF Сецце, Італія           | Ґрунт    | Флора Перфетті           | 6–2, 6–3      |
| Перемога  | 7.   | 17 жовтня 1994    | ITF Асунсьйон, Парагвай     | Ґрунт    | Магалі Бенітес           | 6–4, 6–1      |
| Перемога  | 8.   | 16 жовтня 1995    | ITF Асунсьйон, Парагвай     | Ґрунт    | Маріана Діас-Оліва       | 6–2, 6–1      |
| Поразка   | 9.   | 5 травня 1996     | ITF Флоріанополіс, Бразилія | Ґрунт    | Еммануель Гальярді       | 1–6, 5–7      |
| Перемога  | 10.  | 22 вересня 1996   | ITF Асунсьйон, Парагвай     | Ґрунт    | Вероніка Стеле           | 7–5, 5–7, 6–2 |
| Перемога  | 11.  | 30 червня 1997    | ITF Кампінас, Бразилія      | Ґрунт    | Людмила Вармужова        | 6–4, 6–1      |
| Перемога  | 12.  | 18 жовтня 1997    | ITF Асунсьйон, Парагвай     | Ґрунт    | Maria Victoria Beortegui | 6–1, 6–2      |
| Перемога  | 13.  | 21 вересня 1998   | ITF Тукуман, Аргентина      | Ґрунт    | Хісела Рієра             | 6–4, 6–2      |
| Перемога  | 14.  | 18 жовтня 1998    | ITF Асунсьйон, Парагвай     | Ґрунт    | Жофія Губачі             | 6–1, 6–4      |
| Поразка   | 15.  | 27 серпня 2000    | ITF Буенос-Айрес, Аргентина | Ґрунт    | Лусіана Масанте          | 3–6, 0–6      |
| Перемога  | 16.  | 18 вересня 2000   | ITF Сантьяго, Чилі          | Ґрунт    | Хорхеліна Краверо        | 6–4, 6–3      |

### Парний розряд: 26 (13–13)
| Результат | Ранг | Дата              | Турнір                      | Покриття | Партнерка              | Суперниці                                    | Рахунок            |
| --------- | ---- | ----------------- | --------------------------- | -------- | ---------------------- | -------------------------------------------- | ------------------ |
| Перемога  | 1.   | 26 серпня 1991    | ITF Сан-Паулу, Бразилія     | Ґрунт    | Россана де лос Ріос    | Марія Хосе Гайдано Сінтія Торторелла         | 6–4, 6–4           |
| Перемога  | 2.   | 23 вересня 1991   | ITF Ліма, Перу              | Ґрунт    | Россана де лос Ріос    | Марія Долорес Кампана Жанайна Меркаданте     | 6–2, 6–3           |
| Перемога  | 3.   | 30 вересня 1991   | ITF Ла-Пас, Болівія         | Ґрунт    | Россана де лос Ріос    | Паула Кабесас Жанайна Меркаданте             | 6–3, 7–5           |
| Перемога  | 4.   | 6 вересня 1993    | ITF Сполето, Італія         | Ґрунт    | Ольга Лугіна           | Сусанна Аттілі Елена Савольді                | 7–5, 7–6(5)        |
| Поразка   | 5.   | 1 листопада 1993  | ITF Асунсьйон, Парагвай     | Ґрунт    | Магалі Бенітес         | Маріана Діас-Оліва Валентіна Соларі          | 5–7, 5–7           |
| Поразка   | 6.   | 15 листопада 1993 | ITF Ла-Плата, Аргентина     | Ґрунт    | Клаудія Чабалгойті     | Лаура Монтальво Мерседес Пас                 | 1–6, 4–6           |
| Перемога  | 7.   | 5 червня 1995     | ITF Новий Сад, Сербія       | Ґрунт    | Лаура Монтальво        | Татьяна Єчменіца Антоанета Пандєрова         | 5–7, 6–1, 6–1      |
| Перемога  | 8.   | 16 жовтня 1995    | ITF Асунсьйон, Парагвай     | Ґрунт    | Вівіана Вальдовінос    | Рената Бріту Каріна Лопес                    | 3–6, 6–2, 6–4      |
| Поразка   | 9.   | 17 грудня 1995    | ITF Тукуман, Аргентина      | Ґрунт    | Вероніка Стеле         | Лаура Монтальво Паола Суарес                 | 2–6, 6–7(4)        |
| Поразка   | 10.  | 18 лютого 1996    | ITF Калі, Колумбія          | Ґрунт    | Міріам Д'Агостіні      | Ева Бес Паула Ерміда                         | 3–6, 6–2, 3–6      |
| Поразка   | 11.  | 26 травня 1996    | ITF Новий Сад, Сербія       | Ґрунт    | Міріам Д'Агостіні      | Седа Норландер Гелена Вілдова                | 6–4, 1–6, 1–6      |
| Поразка   | 12.  | 28 липня 1996     | ITF Буенос-Айрес, Аргентина | Ґрунт    | Марія Фернанда Ланда   | Кірстін Фрає Кароліна Шнайдер                | 6–7(4), 4–6        |
| Перемога  | 13.  | 10 листопада 1996 | ITF Сан-Паулу, Бразилія     | Ґрунт    | Маріана Діас Оліва     | Міріам Д'Агостіні Андреа Віейра              | 3–6, 6–4, 6–2      |
| Поразка   | 14.  | 16 лютого 1997    | ITF Калі, Колумбія          | Ґрунт    | Софія Празеріс         | Рейчел Макквіллан Зіна Шрайбер               | 2–6, 3–6           |
| Перемога  | 15.  | 30 червня 1997    | ITF Кампінас, Бразилія      | Ґрунт    | Сінтія Торторелла      | Роберта Буржаглі Жоана Кортез                | 5–7, 6–3, 6–3      |
| Перемога  | 16.  | 18 жовтня 1997    | ITF Асунсьйон, Парагвай     | Ґрунт    | Ванесса Менга          | Моніка Машталіржова Паула Раседо             | w/o                |
| Перемога  | 17.  | 9 листопада 1997  | ITF Сузану, Бразилія        | Ґрунт    | Лаура Берналь          | Кончіта Мартінес Гранадос Хісела Рієра       | 3–6, 6–3, 7–6      |
| Поразка   | 18.  | 14 грудня 1997    | ITF Богота, Колумбія        | Ґрунт    | Еуженія Мая            | Міріам Д'Агостіні Ванесса Менга              | 2–6, 2–6           |
| Поразка   | 19.  | 1 червня 1998     | ITF Ташкент, Узбекистан     | Тверде   | Мірка Федерер          | Мелісса Маззотта Фабіола Сулуага             | 2–6, 1–6           |
| Перемога  | 20.  | 12 жовтня 1998    | ITF Асунсьйон, Парагвай     | Ґрунт    | Лаура Берналь          | Жофія Губачі Аліенор Трісеррі                | 3–6, 7–6(3), 6–4   |
| Перемога  | 21.  | 19 вересня 1999   | ITF Асунсьйон, Парагвай     | Тверде   | Россана де лос Ріос    | Маріана Меса Аліенор Трісеррі                | 6–2, 6–3           |
| Поразка   | 22.  | 5 грудня 1999     | ITF Калі, Колумбія          | Ґрунт    | Міріам Д'Агостіні      | Маріана Меса Фабіола Сулуага                 | 6–2, 6–7, 1–6      |
| Поразка   | 23.  | 3 вересня 2000    | ITF Буенос-Айрес, Аргентина | Ґрунт    | Маріана Меса           | Меліса Аревало Паула Раседо                  | 3–6, 5–7           |
| Поразка   | 24.  | 24 вересня 2000   | ITF Асунсьйон, Парагвай     | Ґрунт    | Сара Тамі-Масі         | Хорхеліна Краверо Хісела Дулко               | 6–4, 3–6, 3–6      |
| Перемога  | 25.  | 16 жовтня 2000    | ITF Гваліор, Індія          | Ґрунт    | Моніка Акоста          | Рушмі Чакравартхі Сай Джаялакшмі Джаярам     | 4–2, 4–1, 0–4, 5–3 |
| Поразка   | 26.  | 29 липня 2001     | ITF Гуаякіль, Еквадор       | Ґрунт    | Марія Алехандра Гарсія | Даніела Альварес Ана Лусія Мільяріні де Леон | 2–6, 2–6           |